# Lucy (singel Stankiewicz)
Lucy – singel Stankiewicz zapowiadający czwarty album studyjny artystki. To siódmy utwór na Lucy and the Loop. Jego radiowa i cyfrowa premiera odbyła się 1 września 2014.

## Notowania
- Lista przebojów Szczęśliwa 13 Radia Białystok: 10[3]
- Lista przebojów Portalu E-migrant.eu (Benelux): 11[4]
- UWUEMKA (Olsztyn): 25[5]
- Lista Przebojów Trójki: Szczęśliwa Trzynastka[6]

## Teledysk
Zrealizowany na Islandii przez grupę Paperboys obraz został opublikowany 21 sierpnia 2014 w serwisie YouTube.